# Przewlekłe zapalenie gardła
Przewlekłe zapalenie błony śluzowej gardła (łac. pharyngitis chronica) – przewlekły stan zapalny śluzówki gardła przybierający formę zapalenia zanikowego, przerostowego lub prostego.

## Przyczyny
- czynniki endogenne:
  - zaburzenia endokrynologiczne (menopauza, niedoczynność tarczycy)
  - awitaminozy
  - choroby serca, nerek, cukrzyca, przewlekłe choroby oskrzeli i płuc
  - przewlekłe ropne zapalenie migdałków podniebiennych, zatok przynosowych lub alergia błony śluzowej
- czynniki egzogenne:
  - przewlekłe drażnienie błony śluzowej przez pyły i zanieczyszczenia przemysłowe
  - praca w suchym powietrzu, przy znacznych zmianach temperatury
  - nadużywanie alkoholu, palenie tytoniu
  - oddychanie przez usta spowodowane niedrożnością nosa
- niewłaściwe używanie głosu

## Objawy
- zapalenie proste:
  - uczucie ciała obcego w gardle
  - uczucie suchości i ból przy połykaniu
- zapalenie przerostowe:
  - uczucie suchości, pieczenia
  - błona śluzowa obrzękła, przekrwiona, pokryta wyschniętą wydzieliną, zaczerwieniona (u alkoholików ma sinawy odcień)
- zapalenie zanikowe:
  - zanik błony śluzowej, gruczołów i rzęsek
  - tylna ściana gardła „polakierowana”
  - nasilone uczucie zalegania ciała obcego

## Leczenie
Leczenie polega na eliminacji czynników przyczynowych. Zaleca się także płukanie gardła, inhalacje.